# Mariano Esteban
Mariano Esteban Rodríguez (Villalón de Campos, Valladolid), es un investigador y virólogo español. Miembro del Centro Superior de Investigaciones Científicas (CSIC), es jefe del Grupo de Poxvirus y Vacunas del Centro Nacional de Biotecnología del CSIC. Académico de Número de la Real Academia Nacional de Farmacia.

## Biografía
Mariano Esteban nació en Villalón de Campos (provincia de Valladolid) en 1945. Se licenció en Farmacia (1967) y en Ciencias Biológicas (1972), obteniendo el título de doctor en 1970 en la especialidad de Microbiología por la Facultad de Farmacia de la Universidad de Santiago de Compostela.
En 1992, tras una estancia de veintidós años en el extranjero, regresa a España para dirigir el nuevo Centro Nacional de Biotecnología (CNB) del CSIC, cargo que ocupó durante doce años.

## Covid-19
En mayo de 2020, el grupo liderado por Mariano Esteban, junto a Juan García Arriaza, trabajaba para el desarrollo de una vacuna contra el coronavirus COVID-19, denominada MVA-COVID-19(S). Sus investigaciones iban en la línea de una modificación del virus usado en la erradicación de la viruela en la década de 1970, una misma tecnología empleada en vacunas contra patógenos que han provocado enfermedades como el chikunguña, el zika, el ébola, incluso para el VIH, que en modelos animales han logrado una protección de entre el 80 y el 100%.
Está previsto que a finales del año 2020 la empresa gallega CZ Vaccines inicie los ensayos clínicos de dicha vacuna en fases I, II y III y a principios de 2021 inicie la producción industrial.